# Janssen-COVID-19-vaccin
Het Janssen-COVID-19-vaccin of Ad26.COV2.S is een virale-vectorvaccin, ontwikkeld door Janssen Pharmaceutica, een dochteronderneming van Johnson & Johnson.
Het vaccin is gebaseerd op een humaan adenovirus dat zodanig is aangepast dat het een gen te bevat dat codeert voor het spike-eiwit van het coronavirus SARS-CoV-2. Het vaccin vereist slechts één dosis en hoeft niet ingevroren te worden bewaard.
Ad26.COV2.S wordt gebruikt ter bescherming tegen infectie met het coronavirus. 
In juni 2020 werd begonnen met fase III-onderzoeken waarbij ongeveer 43.000 mensen betrokken waren. Op 29 januari 2021 kondigde Janssen aan dat het vaccin 66% effectief was in het voorkomen van symptomatische COVID-19, en 85% in het voorkomen van ernstige COVID-19. 
Het vaccin is goedgekeurd voor noodgebruik door de FDA en het  EMA.

## Samenstelling
Ad26.COV2.S is een virale-vectorvaccin, net als het  AstraZeneca-vaccin en  Spoetnik V. De vector is een replicatie-incompetent recombinant adenovirus type 26 (Ad26) met een toegevoegd gen dat codeert voor een gestabiliseerde vorm van het spike-eiwit van het SARS-CoV-2-virus. De gestabiliseerde versie van het eiwit bevat twee mutaties waarbij de oorspronkelijke aminozuren zijn vervangen door proline. Het vaccin bevat naast het vectorvirus tevens de volgende ingrediënten: citroenzuurmonohydraat, trinatriumcitraatdihydraat, ethanol, 2-hydroxypropyl-β-cyclodextrine (HBCD), polysorbaat 80, natriumchloride, natriumhydroxide en zoutzuur.

## Eigenschappen
Ad26.COV2.S is meerdere maanden houdbaar in een standaardkoelkast. In tegenstelling tot de meeste andere COVID-19-vaccins wordt Ad26.COV2.S toegediend in een enkele dosis in plaats van twee afzonderlijke doses, en wordt het niet in bevroren toestand getransporteerd. Een injectieflacon bevat vijf doses, maar de inhoud mag niet worden gemengd met die van andere injectieflacons. Ongeopende flacons kunnen maximaal twaalf uur worden bewaard bij 9 tot 25°C.

## Bijwerkingen
De meest voorkomende bijwerkingen zijn pijn op de injectieplaats, hoofdpijn, vermoeidheid, spierpijn en misselijkheid. De meeste van deze bijwerkingen treden één tot twee dagen na vaccinatie op, zijn licht tot matig van intensiteit en duren één tot twee dagen.
Op 13 april 2021 kondigden het CDC en de FDA aan, onderzoek te gaan doen naar zes "uiterst zeldzame" gevallen van cerebrale veneuze sinustrombose met lage bloedplaatjeswaarden bij vrouwen die onlangs het vaccin toegediend hadden gekregen in de Verenigde Staten. Op dat moment waren in dat land meer dan 7 miljoen mensen gevaccineerd met Ad26.COV2.S. Na een veiligheidsbeoordeling concludeerde het EMA op 20 april 2021 dat er een mogelijk verband was met zeer zeldzame gevallen van ongebruikelijke bloedstolsels met een laag aantal bloedplaatjes, en besloot deze aandoening op te nemen in de bijsluiter als een zeer zeldzame bijwerking van het vaccin. Het EMA benadrukte dat de voordelen van het vaccin nog steeds opwogen tegen het risico op bijwerkingen. 

## Ontwikkeling
Tijdens de coronacrisis besteedde Johnson & Johnson meer dan 1 miljard dollar aan de ontwikkeling van een non-profit-vaccin, in samenwerking met BARDA. Johnson & Johnson stelde dat het een vaccinproject "zonder winstoogmerk" zou zijn, aangezien het bedrijf dat zag als "de snelste en beste manier om wereldwijde samenwerkingsverbanden te vinden om deze klus te klaren". 
Het dochterbedrijf Janssen Vaccines, in samenwerking met het ziekenhuis Beth Israel Deaconess Medical Center, was verantwoordelijk voor de ontwikkeling van het kandidaat-vaccin, gebaseerd op dezelfde technologie die wordt gebruikt voor hun ebolavaccin.

## Eerste toepassing
Omdat voor vaccinatie maar één dosis nodig is, en de kosten relatief laag zijn ten opzichte van andere COVID-19-vaccins, kan Ad26.COV2.S een belangrijke rol spelen in lage- en middeninkomenslanden. Met lagere kosten en lagere opslag- en distributievereisten in vergelijking met het  Pfizer-vaccin en het  Moderna-vaccin, zal Ad26.COV2.S gemakkelijker kunnen worden getransporteerd, opgeslagen en toegediend. De Zuid-Afrikaanse minister van Volksgezondheid Zweli Mkhize kondigde op 9 februari 2021 aan dat zijn land een miljoen doses van het AstraZeneca-vaccin zou verkopen of inruilen. Toen dat gebeurd was, begon Zuid-Afrika op 17 februari 2021 met vaccineren met Ad26.COV2.S, als eerste land ter wereld.